# Tunjungmekar
Tunjungmekar is een bestuurslaag in het regentschap Lamongan van de provincie Oost-Java, Indonesië. Tunjungmekar telt 1393 inwoners (volkstelling 2010).